# Lukas Engesser
Lukas Engesser (* 18. Oktober 1820 in Villingen; † 31. Januar 1880 in Freiburg im Breisgau) war ein deutscher Architekt.

## Leben
Engesser studierte an der Bauschule des Polytechnikums Karlsruhe bei Friedrich Eisenlohr, Heinrich Hübsch und Ferdinand Thierry. Erst nach dem Studium schloss er sein Abitur ab und absolvierte 1845 das Staatsexamen. Während einer Italienreise 1853 bis 1854 fertigte er viele Zeichnungen für Hübschs Werk Die altchristlichen Kirchen an. Ab 1855 war er für die Hochbauten der Bahnstrecke Basel-Waldshut verantwortlich, 1857 für den Bau des Kehler Bahnhofs. Am 6. August 1863 wurde er zum erzbischöflichen Baumeister der Erzdiözese Freiburg ernannt, sein Kollege in Karlsruhe wurde Friedrich Feederle.
Zu seinen damaligen Bauten, die er vorwiegend in neoromanischem und altchristlichen Stil errichtete, zählen Kirchen in Freiburg-St. Georgen (St. Georg), Mahlberg, Höllstein, Lörrach, Bremgarten, Obereggingen, Müllheim, Schopfheim, Lellwangen (zu Deggenhausertal) und  die Laurentiuskirche Weisweil sowie mehrere Pfarrhäuser. Zudem war er an Restaurierungsarbeiten am Breisacher Stephansmünster, an der Freiburger Martinskirche und am Speyerer Dom beteiligt.
Lukas Engesser lehnte wie seine Mentoren und Lehrer Weinbrenner und Hübsch die Architektur der Barockzeit ab. Zu seinen Lasten gehen Entbarockisierungsmaßnahmen mit weitgehendem bis totalem Substanzverlust. Besonders abschätzig bewertete er Innenarchitektur im Stil des Knorpelwerk und des Rokoko. Als bedeutende dazu auch undokumentierte Verluste sind die Inneneinrichtungen der Benediktinerabteikirche von Ettenheimmünster, der Hartkirche von Freiburg-Tiengen und der Martinskirche in Freiburg aufzulisten.
Nach einer Erkrankung Engessers wurde Franz Baer (1850–1891) erst zu seinem Stellvertreter und später zu seinem Nachfolger.
Der Ingenieur Friedrich Engesser (1848–1931), der sich für den badischen Staat hauptsächlich mit dem Bau von Eisenbahnen und Brücken beschäftigte, war mit Lukas Engesser verwandt.
Engesser stand in regem Kontakt mit zahlreichen Künstlern seiner Zeit, darunter Lucian Reich, Moritz von Schwind, Franz Xaver Reich, Johann Nepomuk Heinemann, Rudolf Gleichauf und Wilhelm Dürr.